# جيمس بي. بلاك
جيمس بي. بلاك (بالإنجليزية: James B. Black)‏ هو سياسي أمريكي، ولد في 25 مارس 1935 بماثيوز في الولايات المتحدة. حزبياً، نشط في الحزب الديمقراطي. وقد انتخب عضو مجلس نواب كارولينا الشمالية وانتخب Speaker of the North Carolina House of Representatives ‏ (1999 – 2007).